# USATF Open 2021
Die USATF Open 2021 waren eine Leichtathletik-Veranstaltung die am 18. Mai 2021 in Fort Worth im US-Bundesstaat Texas stattfand. Es war Teil der World Athletics Continental Tour zählte zu den Bronze-Meetings, der dritthöchsten Kategorie dieser Leichtathletik-Serie.

## Resultate

### Männer

#### 100 m
| Platz | Athlet          | Land | Zeit (s) |
| ----- | --------------- | ---- | -------- |
| 1     | Ronnie Baker    | USA  | 10,39    |
| 2     | Marvin Bracy    | USA  | 11,59    |
| 3     | Andrew Hudson   | USA  | 10,63    |
| 4     | Enoch Adegoke   | NGR  | 10,65    |
| 5     | Bryce Robinson  | USA  | 10,65    |
| 6     | Mike Rodgers    | USA  | 10,66    |
| 7     | Emmanuel Matadi | LBR  | 10,66    |
| 8     | Brandon Carnes  | USA  | 10,75    |
| 9     | Bolade Ajomale  | CAN  | 10,79    |

Wind: −3,2 m/s

#### 400 m (Lauf 1)
| Platz | Athlet                       | Land | Zeit (s) |
| ----- | ---------------------------- | ---- | -------- |
| 1     | Samson Oghenewegba Nathaniel | NGR  | 46,52    |
| 2     | Sikiru Adeyemi               | NGR  | 47,41    |
| 3     | Takeshi Fujiwara             | JPN  | 47,56    |
| 4     | Kinard Rolle                 | BHS  | 47,79    |
| 5     | Marqueze Washington          | USA  | 47,85    |
| 6     | Collins Gichana              | KEN  | 48,91    |
| 7     | Jordin Andrade               | CPV  | 49,34    |

#### 400 m (Lauf 2)
| Platz        | Athlet        | Land | Zeit (s) |
| ------------ | ------------- | ---- | -------- |
| 1            | Rashard Clark | USA  | 46,38    |
| 2            | Javon Francis | JAM  | 46,74    |
| 3            | Asa Guevara   | TTO  | 47,07    |
| 4            | Daniel Harper | CAN  | 47,15    |
| 5            | Austin Cole   | CAN  | 48,36    |
|              | Warren Hazel  | SKN  | DNS      |
| Chidi Okezie | NGR           | DNS  |          |

#### 400 m (Lauf 3)
| Platz | Athlet           | Land | Zeit (s) |
| ----- | ---------------- | ---- | -------- |
| 1     | Michael Cherry   | USA  | 44,37 PB |
| 2     | Valente Mendoza  | MEX  | 46,17    |
| 3     | Aldrich Bailey   | USA  | 46,18    |
| 4     | Philip Osei      | CAN  | 46,59    |
| 5     | Marcus Chambers  | USA  | 46,67    |
| 6     | Quintaveon Poole | USA  | 46,93    |
|       | Steven Gardiner  | BHS  | DNF      |

#### 110 m Hürden
| Platz | Athlet            | Land | Zeit (s)  |
| ----- | ----------------- | ---- | --------- |
| 1     | Aaron Mallett     | USA  | 13,64     |
| 2     | Ruebin Walters    | TTO  | 13,73     |
| 3     | Wellington Zaza   | LBR  | 13,77     |
| 4     | Nicholas Anderson | USA  | 13,78     |
| 5     | Jeff Julmis       | HAI  | 13,80 =SB |
| 6     | Ryan Fontenot     | USA  | 13,85 SB  |
| 7     | Shane Brathwaite  | BAR  | 13,86     |
| 8     | Andrew Riley      | JAM  | 13,87     |
| 9     | Jordan Charles    | USA  | 14,17     |

Wind: −1,9 m/s

#### Hammerwurf
| Platz | Athletin        | Land | Weite (m) |
| ----- | --------------- | ---- | --------- |
| 1     | Rudy Winkler    | USA  | 79,69     |
| 2     | Erich Sullins   | USA  | 71,99     |
| 3     | Roberto Sawyers | CRC  | 70,43     |
| 4     | Alexander Young | USA  | 69,30     |

### Frauen

#### 100 m
| Platz | Athlet                  | Land | Zeit (s) |
| ----- | ----------------------- | ---- | -------- |
| 1     | Mikiah Brisco           | USA  | 11,42    |
| 2     | Veronica Campbell-Brown | JAM  | 11,55    |
| 3     | Caitland Smith          | USA  | 11,60    |
| 4     | Hannah Cunliffe         | USA  | 11,61    |
| 5     | Nzubechi Grace Nwokocha | NGR  | 11,63    |
| 6     | Crystal Emmanuel        | CAN  | 11,63    |
| 7     | Khamica Bingham         | CAN  | 11,66    |
| 7     | Destiny Smith-Barnett   | USA  | 11,66    |
|       | Gabrielle Thomas        | USA  | DNS      |

Wind: −3,3 m/s

#### 200 m (Lauf 1)
| Platz | Athlet                  | Land | Zeit (s)   |
| ----- | ----------------------- | ---- | ---------- |
| 1     | Nzubechi Grace Nwokocha | NGR  | 23,40      |
| 2     | Taejha Badal            | TTO  | 24,21      |
| 3     | Haisha Bisiolu          | NGR  | 24,48 s SB |

Wind: −2,1 m/s

#### 200 m (Lauf 2)
| Platz | Athlet            | Land | Zeit (s) |
| ----- | ----------------- | ---- | -------- |
| 1     | Tynia Gaither     | BHS  | 23,11    |
| 2     | Candace Hill      | USA  | 23,17    |
| 3     | Morolake Akinosun | USA  | 23,26    |
| 4     | Ashley Henderson  | USA  | 23,50    |
| 5     | Natasha Hastings  | USA  | 23,69    |
| 6     | Kendall Baisden   | USA  | 24,07    |

Wind: −2,6 m/s

#### 400 m (Lauf 1)
| Platz | Athlet                  | Land | Zeit (s) |
| ----- | ----------------------- | ---- | -------- |
| 1     | Patience Okon George    | NGR  | 52,70    |
| 2     | Kendall Baisden         | USA  | 53,04    |
| 3     | Samantha Dirks          | BIZ  | 54,36    |
| 4     | Praise Idamadudu        | NGR  | 54,66    |
| 5     | María Fernanda Mackenna | CHI  | 55,03    |
| 6     | Carline Muir            | CAN  | 55,18    |
| 7     | Maya Stephens           | CAN  | 55,91    |
| 8     | Verone Chambers         | JAM  | 56,99    |

#### 400 m (Lauf 2)
| Platz | Athlet           | Land | Zeit (s) |
| ----- | ---------------- | ---- | -------- |
| 1     | Natasha Hastings | USA  | 52,33    |
| 2     | Gabby Scott      | PUR  | 53,17    |
| 3     | Madeline Price   | CAN  | 53,47    |
| 4     | Micha Powell     | CAN  | 53,95    |
| 5     | Zoe Sherar       | CAN  | 54,35    |
| 6     | Jasmine Blocker  | USA  | 54,53    |
| 7     | Asha Ruth        | USA  | 55,34    |
|       | Alicia Brown     | CAN  | DNS      |

#### 400 m (Lauf 3)
| Platz | Athlet           | Land | Zeit (s) |
| ----- | ---------------- | ---- | -------- |
| 1     | Allyson Felix    | USA  | 50,88    |
| 2     | Jessica Beard    | USA  | 51,31    |
| 3     | Chrisann Gordon  | JAM  | 51,42    |
| 4     | Paola Morán      | MEX  | 51,70    |
| 5     | Jaide Stepter    | USA  | 51,76    |
| 6     | Maggie Barrie    | SLE  | 51,93    |
| 7     | Imaobong Nse Uko | NGR  | 52,06    |
| 8     | Na'Asha Robinson | USA  | 52,51    |

#### 400 m Hürden (Lauf 1)
| Platz | Athlet             | Land | Zeit (s) |
| ----- | ------------------ | ---- | -------- |
| 1     | Yanique Haye-Smith | TKS  | 56,89 SB |
| 2     | Deonca Bookman     | USA  | 57,89    |
| 3     | Noelle Montcalm    | CAN  | 58,13    |
| 4     | Robyn Brown        | PHI  | 58,60 SB |
| 5     | Kaitlin Walker     | USA  | 59,07    |
| 6     | Kelsey Balkwill    | CAN  | 59,18    |
|       | Kori Carter        | USA  | DNF      |

#### 400 m Hürden (Lauf 2)
| Platz          | Athlet           | Land | Zeit (s) |
| -------------- | ---------------- | ---- | -------- |
| 1              | Gianna Woodruff  | PAN  | 55,37    |
| 2              | Nnenya Hailey    | USA  | 56,05    |
| 3              | Melissa González | COL  | 56,18    |
| 4              | Tia-Adana Belle  | BAR  | 56,28    |
| 5              | Sparkle McKnight | TTO  | 57,73    |
|                | Shiann Salmon    | JAM  | DNS      |
| Ashley Spencer | USA              | DNS  |          |

#### Speerwurf
| Platz | Athlet                   | Land | Weite (m) |
| ----- | ------------------------ | ---- | --------- |
| 1     | Maggie Malone            | USA  | 62,70 PB  |
| 2     | Avione Allgood-Whetstone | USA  | 54,23     |
| 3     | Katie Reichert           | USA  | 48,24     |